# Scoparia panopla
Scoparia panopla là một loài bướm đêm trong họ Crambidae.